# Yuta Narawa
Yuta Narawa (奈良輪 雄太, Narawa Yuta) est un footballeur japonais né le 29 août 1987. Il évolue au poste de latéral droit.

## Biographie
Il participe à la Ligue des champions d'Asie avec le club des Yokohama F·Marinos.

## Palmarès
- Vice-champion du Japon en 2013 avec le Yokohama F·Marinos
- Vainqueur de la Coupe du Japon en 2013 avec le Yokohama F·Marinos